# Carex alliiformis
Espèce
Classification phylogénétique
Synonymes
- Carex purpurascens Kük.

Carex alliiformis est une espèce de plantes du genre Carex et de la famille des Cyperaceae.